# 古倍水库
古倍水库是中国广西壮族自治区桂林市荔浦县境内的一座水库，位于荔浦河支流浦芦河上，建于1977年。水库正常库容为1427万立方米，集雨面积为92平方千米，海拔为242米。